# Baoxing, Chongqing
Baoxing (kinesiska: 宝兴) är en köping i sydvästra Kina. Den ligger i stadsdistriktet Dazu i storstadsområdet Chongqing, omkring 85 kilometer väster om det centrala stadsdistriktet Yuzhong. Antalet invånare är 18 963. Befolkningen består av 9 126 kvinnor och 9 837 män. Barn under 15 år utgör 19,0 %, vuxna 15-64 år 66 %, och äldre över 65 år 13,0 %.